# La bagnante sconosciuta
La bagnante sconosciuta (A Midnight Romance) è un film muto del 1919 diretto da Lois Weber che ne firma anche la sceneggiatura basata sull'omonima storia di Marion Orth di cui non si conosce la data di pubblicazione.

## Trama

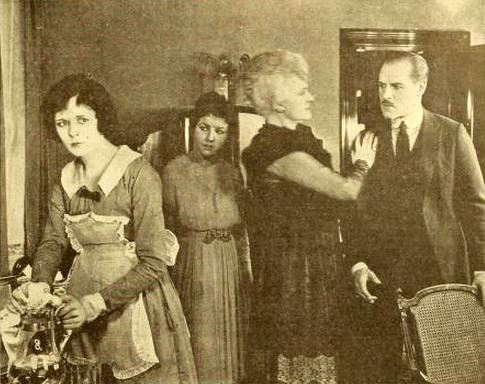
Anita Stewart, Helen Yoder, Elinor Hancock e Jack Holt

Blinkey Deal è un avventuriero in caccia di qualche preda. Quando gli giunge la voce che gli Sloan, una ricca famiglia con due figli, sta per recarsi al mare in villeggiatura, la notizia gli suggerisce l'idea di puntare su Roger, il figlio, che pensa possa essere una facile preda per la sua complice, Blondie Mazie. I due prenotano nello stesso albergo degli Sloan e Mazie si mette all'opera per sedurre il giovane. Ma Roger, ben presto, si stanca di lei. Viene attirato, invece, da una bella ragazza che, una sera al chiaro di luna, ha visto nuotare a mezzanotte. Si tratta di Marie, una cameriera dell'albergo, che però sfugge alle attenzioni di Roger finché non appare a un ballo con il costume di Mazie. Innamoratasi di Roger, la ragazza poi scopre il piano dei due avventurieri che è quello di far trovare in una situazione scandalosa Roger e Mazie, in modo da costringere il giovane a sposare la donna. Informati della trappola gli Sloan, salva la loro reputazione ma poi scompare. Qualche settimana dopo, Roger viene invitato all'incontro con una principessa. Sbalordito, scopre che la principessa non è nient'altro che Marie: la giovane, diventata cameriera dopo che la nave dove viaggiava era stata silurata, gli spiega che i bolscevichi probabilmente si impadroniranno del potere nel suo paese. Con il trono ormai è perduto, lei ora è libera di sposarlo.

## Produzione
Il film fu prodotto dalla Anita Stewart Productions e Louis B. Mayer Productions.

## Distribuzione
Distribuito dalla First National Exhibitors' Circuit e presentato da Louis B. Mayer, il film uscì nelle sale cinematografiche statunitensi il 10 marzo 1919. La Pathé Frères lo distribuì in Francia il 23 gennaio 1920 con il titolo La Baigneuse inconnue. Il 1º novembre 1920, il film uscì anche in Finlandia. In Italia, distribuito dalla Pathé, ottenne il visto di censura numero 15268 nell'agosto 1920.
Copie incomplete della pellicola si trovano conservate negli archivi della Library of Congress di Washington.